# 로이 젠슨
로이 젠슨(Roy Jenson, 1927년 2월 9일 ~ 2007년 4월 24일)은 미국의 배우이다.

## 출연 작품
- 가면 속의 음모 (1995년)
- 스타 파이어 (1990년)
- 시경 강력반 (1988년)
- 쿵후 (1986년)
- 헌팅 플래쳐 (1986년)
- 도박사 2 (1983년)
- 고독한 방랑자 (1982년)
- 더티 파이터 (1980년)
- 톰 혼 (1980년)
- 키스 미 (1980년)
- 더티 파이터 2 (1978년)
- 마틴 루터 킹 (1978년)
- 공포의 검은 차 (1977년)
- 텔레폰 (1977년)
- 건틀릿 (1977년)
- 더 더취스 앤 더 더트워트 폭스 (1976년)
- 야망의 계절 (1976년)
- 마지막 승부 (1975년)
- 브레이크아웃 (1975년)
- 바람과 라이온 (1975년)
- 아웃핏 (1974년)
- 99와 100분의 44% 죽음 (1974년)
- 클린트이스트우드의 대도적 (1974년)
- 차이나타운 (1974년)
- 소일렌트 그린 (1973년)
- 딜린저 (1973년)
- 추억 (1973년)
- 글래스 하우스 (1972년)
- 법과 질서 (1972년)
- 겟어웨이 (1972년)
- 빅 제이크 (1971년)
- 스탬퍼가의 대결 (1971년)
- 바보들 (1970년)
- 페인트 유어 웨건 (1969년)
- 윌 페니 (1968년)
- 0011 나폴레옹 솔로 - 헬리콥터 스파이스 (1968년)
- 5 카드 스터드 (1968년)
- 캐넌 목장 (1967년)
- 사이렌서 잠복 부대 (1967년)
- 명탐정 하퍼 (1966년)
- 전격 후린트 고고작전 (1965년)
- 풍선기구의 5주 (1962년)
- 아틀란티스, 사라진 땅 (1961년)
- 13 고스트 (1960년)
- 벨스 아 링잉 (1960년)
- 플레이밍 스타 (1960년)
- 외로이 달리다 (1959년)
- 워락 (1959년)
- 피터 건 (1958년)
- 부캐넌의 고독한 질주 (1958년)
- 케인호의 반란 (1954년) - 세일러 역

### 텔레비전
- 형사 Q (1976년)
- 달리는 사이먼 (1981년)
- 배트맨 - 66년 TV 시리즈 (1966년) - 조폭 2 역
- FBI (1965년)
- 보난자 (1959년)
- 딜론 보안관 (1955년)
- 불타는 서부 - 77년 시리즈 (1977년)
- 첩보원 0011 (1964년)
- 도망자 (1963년)